# Paolo Spriano
Paolo Spriano (Torino, 30 novembre 1925 – Roma, 26 settembre 1988) è stato un partigiano, storico e saggista italiano.

## Biografia
Partigiano combattente nella Resistenza italiana, aderì al movimento Giustizia e Libertà e fu colonnello nella guerra di liberazione, nelle Brigate partigiane giustizia e libertà  Nel dopoguerra collaborò con il quotidiano l'Unità e nel 1946 s'iscrisse al Partito Comunista Italiano, nel cui Comitato centrale entrò al termine del XIII congresso. Nel 1956 fu contrario alla repressione della rivoluzione in Ungheria da parte dell'Unione Sovietica.
Tutta la sua produzione storiografica è incentrata in momenti e figure del movimento operaio italiano e internazionale, dalla Storia di Torino operaia e socialista (1965) ai cinque volumi della Storia del Partito Comunista Italiano (1967-1975), certamente la sua opera più celebre: nel monumentale testo, rifuggendo dai toni giustificazionisti, Spriano affrontò luci e ombre della storia dei comunisti italiani, basandosi sulle dirette fonti d'archivio.
Le altre opere di Spriano che ebbero risonanza nazionale furono: Gramsci e Gobetti; I comunisti europei e Stalin; L'occupazione delle fabbriche e Le passioni di un decennio: 1946-1956, l'ultimo suo lavoro, uscito nel 1986.
A partire dal 1967, insegnò Storia contemporanea nell'Università di Cagliari e Storia dei partiti politici all'Università La Sapienza di Roma.
Morì a Roma il 26 settembre 1988.
Per Massimo D'Alema, «la morte improvvisa ha spezzato il filo del suo lavoro. Sono rimaste le carte sul suo tavolo, gli appunti, le prime note». Stava esaminando i documenti passatigli da Gorbaciov per dimostrare l'interessamento sovietico per la liberazione di Gramsci dalle carceri fasciste.
I libri della sua biblioteca privata sono stati donati dalla famiglia alla Fondazione Gramsci di Roma.

## Opere
- Il salario in Italia, con Luca Pavolini, Editori riuniti, Roma 1957.
- Socialismo e classe operaia a Torino dal 1892 al 1913, Einaudi, Torino 1958.
- Torino operaia nella grande guerra (1914-1918), Einaudi, Torino 1960.
- L'occupazione delle fabbriche. Settembre 1920, Einaudi, Torino 1964.
- Gramsci e l'Ordine nuovo, Einaudi, Torino 1965.
- Storia del Partito Comunista Italiano, I, Da Bordiga a Gramsci, Einaudi, Torino 1967.
- Storia del Partito Comunista Italiano, II, Gli anni della clandestinità, Einaudi, Torino 1969.
- Storia del Partito Comunista Italiano, III, I fronti popolari, Stalin, la guerra, Einaudi, Torino 1970.
- L'Ordine Nuovo e i consigli di fabbrica, Einaudi, Torino 1971.
- Storia di Torino operaia e socialista. Da De Amicis a Gramsci, Einaudi, Torino 1972.
- Storia del Partito Comunista Italiano, IV, La fine del fascismo. Dalla riscossa operaia alla lotta armata, Einaudi, Torino 1973.
- Storia del Partito Comunista Italiano, V, La resistenza, Togliatti e il partito nuovo, Einaudi, Torino 1975.
- La politica del partito comunista italiano dalla resistenza alla repubblica , Estratto da: Storia e politica, a. 14, fasc. 1-2, 1975, Giuffré, Milano 1975.
- Gramsci e Gobetti. Introduzione alla vita e alle opere, Einaudi, Torino 1977.
- Gramsci in carcere e il partito, Editori riuniti, Roma 1977.
- Sulla rivoluzione italiana, Einaudi, Torino 1978.
- Intervista sulla storia del PCI, Laterza, Roma-Bari 1979.
- Il compagno Ercoli. Togliatti segretario dell'Internazionale, Editori riuniti, Roma 1980.
- I comunisti europei e Stalin, Einaudi, Torino 1983.
- Le passioni di un decennio. 1946-1956, Garzanti, Milano 1986.
- L'ultima ricerca di Paolo Spriano. Dagli archivi dell'URSS i documenti segreti per salvare Antonio Gramsci, in "L'Unità", Roma 1988.